# Mikołaj Rusin (biskup kujawski)
Mikołaj Rusin (Ruten, Reuse), (zm. 26 (27) lutego 1474) – cysters, biskup kallipoleński (Callipolis) 1447, biskup pomocniczy włocławski 1447–1474.
Mimo jego przydomka, raczej trudno uznać, iż pochodził z Rusi. Do Zakonu wstąpił ok. 1427 w Oliwie. Z konwentem oliwskim był związany w sposób nieprzerwany do momentu wyniesienia na biskupstwo (jako profes oliwski), chociaż istnieje pogląd o przynależności do konwentu w Kołbaczu.
Starania o wyniesienie Mikołaja na biskupa pomocniczego podjął Władysław Oporowski, biskup włocławski. Wystarał się dla niego o zgodę przełożonych z Oliwy na zwolnienie z posłuszeństwa klasztornego i wraz z kapitułą wyznaczył uposażenie w postaci dworu i sołectwa w Chełmie pod Gdańskiem i parafii w Komorsku (dochody 40 grzywien). 25 kwietnia 1447 Mikołaj V udzielił prowizji na tytularne biskupstwo Callipolis, a także z indultu na sprawowanie funkcji pontyfikalnych w diecezji włocławskiej. 
Jako biskup pomocniczy działał na Pomorzu Gdańskim a także jako wikariusz i oficjał generalny na tym obszarze. Po raz pierwszy jako sufragan włocławski został odnotowany 4 II 1449. W okresie sporu o biskupstwo włocławskie (1449–1451) opowiedział się za niedopuszczonym do objęcia biskupstwa włocławskiego przez Kazimierza Jagiellończyka nominata papieskiego Mikołaja Lasockiego. Po jego śmierci biskup ordynariusz Jan Gruszczyński pozbawił Mikołaja Rusińca funkcji oficjała pomorskiego. Od 1452 tytułowany biskupem sufraganem i wikariuszem.
Najpóźniej w pierwszej połowie 1464 opuścił diecezję włocławską i przeniósł się do cysterskiego klasztoru w Neukamp koło Stralsundu. Tam zamieszkał w starym dworze opackim z prawem pozostania do końca życia. W 1464 wpisał się do metryki uniwersytetu w Gryfii stając się dobroczyńcą tej uczelni. W Neukamp został opatem. W 1467 znalazł się na terenie Pomorza Gdańskiego, w macierzystym klasztorze oliwskim. W 1469 po rezygnacji tamtejszego opata Pawła został wybrany opatem i objął urząd. Jednak kapituła generalna w 1472 poleciła opatom z Mogiły i Paradyża zbadać wybór Mikołaja. Komisja potwierdziła wybór i Mikołaj zachował godność opata oliwskiego do końca życia.
Po powrocie do pomorskiej części diecezji włocławskiej  na nowo podjął obowiązki sufragana, co poświadczają źródła z lat 1472–1474.
Mikołaj zmarł 26 lub 27 lutego 1474 w podeszłym wieku. Pochowany został w kościele konwentu oliwskiego, przed wielkim ołtarzem, gdzie sprawiono mu płytę nagrobną.